# نورمن لاکیر
سر جوزف نورمن لاکیر (به انگلیسی: Norman Lockyer) (زاده ۱۷ مه ۱۸۳۶ تا ۱۶ اوت ۱۹۲۰) یک دانشمند و اخترشناس (FRS) اهل انگلستان بود. او و دانشمند فرانسوی ژول ژانسن هر دو به عنوان نخستین کسانی که توانستند هلیم را شناسایی کنند، دانسته می‌شوند. همچنین لاکیر به عنوان بنیانگذار و نخستین ویراستار نشریهٔ نیچر به یاد آورده می‌شود..

## زندگی
لاکیر در شهر راگبی وارویکشایر به دنیا آمد. او آموزش در مدرسه را مانند دیگران سپری کرد و پس از آن به فرانسه و سوئیس سفر کرد و سرانجام در ویمبلدون در جنوب لندن ساکن شد. او در آغاز یک اخترشناس غیرحرفه‌ای بود که علاقهٔ ویژه‌ای به خورشید داشت اما کم کم توانست سطح خود را بالا برد و مدیر رصدخانهٔ فیزیک خورشید کنزینگتون لندن شود.
در دههٔ ۱۸۶۰ لاکیر با دستگاه‌های طیف‌سنجی آشنا شد و علاقهٔ ویژه‌ای به کار با آن پیدا کرد. او دریافت که با کمک این ابزار پژوهشی می‌توان مواد سازندهٔ جرم‌های آسمانی را شناسایی کرد. لاکیر در خانهٔ تازه‌اش در وست همستد پژوهش‌هایش را با تلسکوپ ۶¼ اینچی اش که پیشتر در ویمبلدون هم داشت، از سرگرفت. لاکیر در رویداد خورشیدگرفتگی سال ۱۸۶۸ توانست هنگام طیف سنجی یک خط زرد طیفی را ثبت کند. این خط مربوط به طول موج ۵۸۸ نانومتر بود که اندکی از خط معروف به D که مربوط به سدیم بود کمتر بود. این خط زرد را نمی‌شد به هیچ یک از عنصرهای شناخته شده در آن روزگار نسبت داد برای همین لاکیر پیشنهاد داد که این خط می‌تواند مربوط به یک عنصر تازه باشد. او این عنصر نو را هلیم نامید برگرفته از واژهٔ یونانی Helios به معنی خورشید. در همان رویداد خورشیدگرفتگی بود که ژول ژانسن هم توانست خط زرد طیفی هلیم را ثبت کند و به وجود عنصر تازه پی ببرد. به همین دلیل شناسایی عنصر هلیم را به لاکیر و ژانسن، هر دو با هم نسبت می‌دهند. هلیم موجود در زمین نزدیک به ۱۰ سال بعد توسط ویلیام رمزی شناسایی شد. لاکیر در این دستاورد با رمزی همکاری کرده بود.
لاکیر در سال ۱۸۶۹ برای آسان تر کردن داد و ستد دانش و دستاوردها میان دانشمندان، یک نشریهٔ عمومی دانش با نام نیچر را پایه‌گذاری کرد و تا اندکی پیش از مرگش ویراستار این نشریه باقی‌ماند.
لاکیر برای مشاهدهٔ خورشیدگرفتگی‌های آینده در سال‌های ۱۸۷۰ (در سیسیلی)، ۱۸۷۱ (در هند) و ۱۸۹۸ (در هند) به آن سرزمین‌ها سفر کرد. وی پس از بازنشستگی در سال ۱۹۱۱ یک رصدخانه در نزدیکی خانه‌اش در سالکومب رجیس نزدیک سیدماوٍث بنا کرد. این رصدخانه به رصدخانهٔ تپه (Hill Observatory) مشهور شد. اما پس از مرگش نام آن به رصدخانهٔ نورمن لاکیر تغییر کرد. این رصدخانه چندی از آن دانشگاه اکستر شده بود اما اکنون از این دانشگاه گرفته شده‌است.
لاکیر در سال ۱۹۲۰ در خانه‌اش در سالکومب رجیس از دنیا رفت و در حیاط کلیسای سینت پیتر و سینت ماری به خاک سپرده شد.

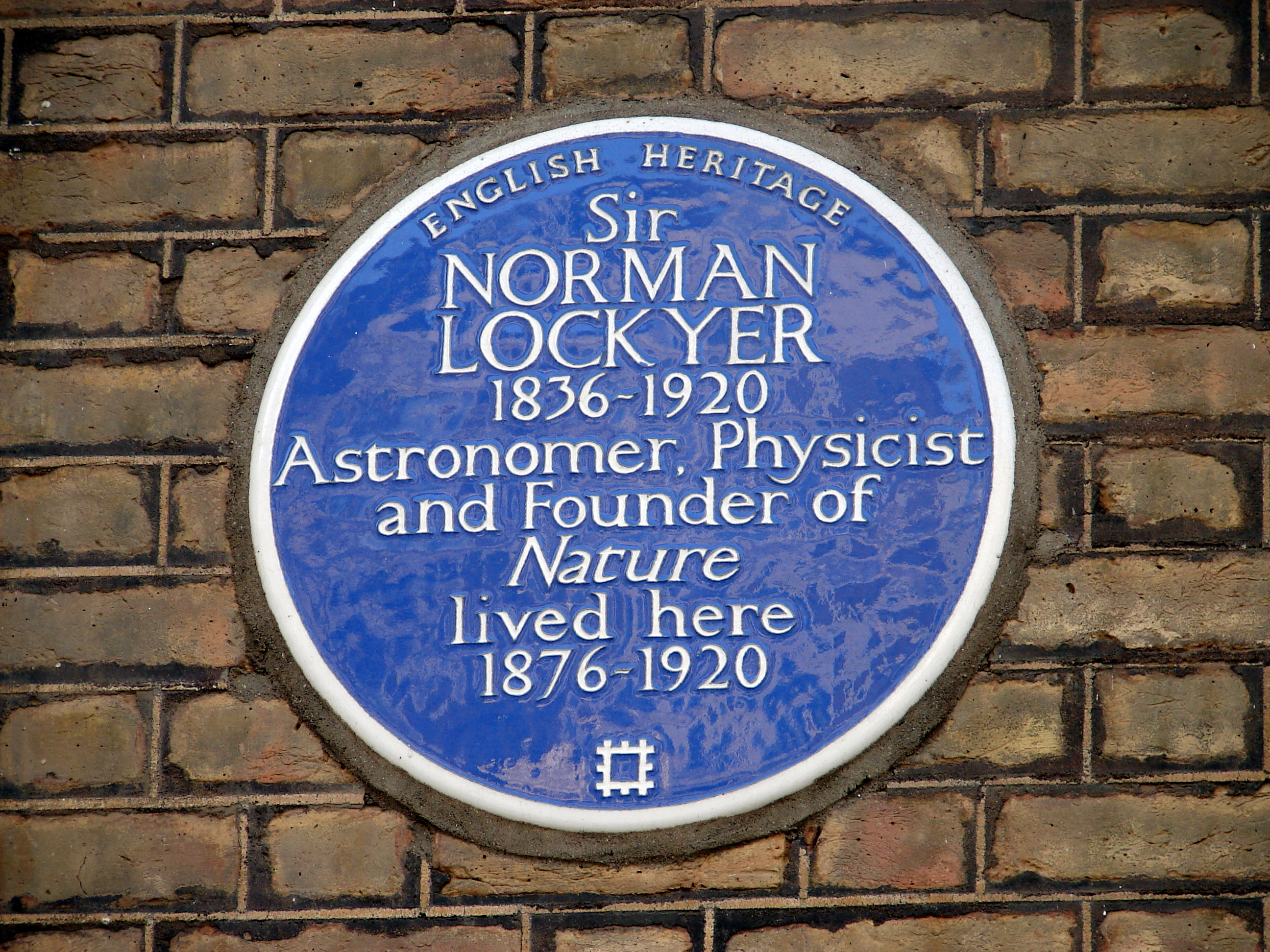
یادبودی برای لاکیر در سالکومب رجیس

## آثار منتشر شده
- Norman Lockyer (1889). Elementary Lessons in Astronomy. Macmillan and co. (۱۸۶۸–۹۴)
- Questions on Astronomy (1870)
- Norman Lockyer (1874). Contributions to Solar Physics. Macmillan and co. (۱۸۷۳)
- Joseph Norman Lockyer (1873). The Spectroscope and Its Applications. Macmillan and Co. (۱۸۷۳)
- Norman Lockyer,  George Mitchell Seabroke (1878). Stargazing. Macmillan and co. (۱۸۷۸)
- Norman Lockyer (1878). Studies in spectrum analysis. C. K. Paul. (۱۸۷۸)
- Report to the Committee on Solar Physics on the Basic Lines Common to Spots and Prominences (1880)
- Joseph Norman Lockyer,  Norman Lockyer (1887). The Movements of the Earth. Macmillan and co. (۱۸۸۷)
- Norman Lockyer (1887). The Chemistry of the Sun. Macmillan and co. (۱۸۸۷)
- Norman Lockyer (1890). The Meteoritic Hypothesis. Macmillan. (۱۸۹۰)
- Penrose، F.C.، (communicated by Joseph Norman Lockyer)، The Orientation of Greek Temples، Nature، v.48، n.1228، 11 May 1893، pp.  42–43
- Norman Lockyer (1894). The Dawn of Astronomy. Cassell. (۱۸۹۴)
- The Rules of Golf: Being the St. Andrews Rules for the Game (1896)، with William Rutherford
- Norman Lockyer (1897). The Sun's Place in Nature. The Macmillan company. (۱۸۹۷)
- Recent and Coming Eclipses (1900)
- Norman Lockyer (1900). Inorganic Evolution as Studied by Spectrum Analysis. Macmillan and co. , limited. (۱۹۰۰)
- Norman Lockyer (1903). On the Influence of Brain Power on History. Macmillan and Co. , Limited. (۱۹۰۳)
- Stonehenge and Other British Stone Monuments Astronomically Considered (1906; second edition، 1909)
- Norman Lockyer,  Joseph Norman Lockyer (1906). Education and National Progress. Macmillan and co. (۱۹۰۷)
- Norman Lockyer,  Joseph Norman Lockyer (1909). Surveying for Archaeologists. Macmillan and co. , limited. (۱۹۰۹)
- Norman Lockyer,  Winifred Lucas Lockyer (1910). Tennyson, as a Student and Poet of Nature. Macmillan. (۱۹۱۰)